# Heart X1
O Heart X1 é o maior avião elétrico já construído. Fabricado pela empresa sueca Heart Aerospace, encontra-se em fase de testes. A previsão é que o primeiro voo totalmente elétrico seja realizado no segundo trimestre de 2025.
O projeto contou com subsídio fornecido pela Vinnova, agência sueca de inovação, e recebeu também financiamento da Administração Federal de Aviação dos Estados Unidos (FAA), que concedeu US$ 4,1 milhões para o desenvolvimento de um sistema de gerenciamento de propulsão híbrido-elétrico.